# Conopsis
Conopsis — рід змій родини полозових (Colubridae). Представники цього роду є ендеміками Мексики.

## Види
Рід Conopsis нараховує 6 видів:
- Conopsis acuta (Cope, 1886)
- Conopsis amphisticha (H.M. Smith & Laufe, 1945)
- Conopsis biserialis (Taylor & H.M. Smith, 1942)
- Conopsis lineata (Kennicott, 1859)
- Conopsis megalodon (Taylor & H.M. Smith, 1942)
- Conopsis nasus Günther, 1858

## Етимологія
Наукова назва роду Conopsis походить від сполучення слів дав.-гр. κωνος — конус і οψις — вигляд.